# 马罗基诺

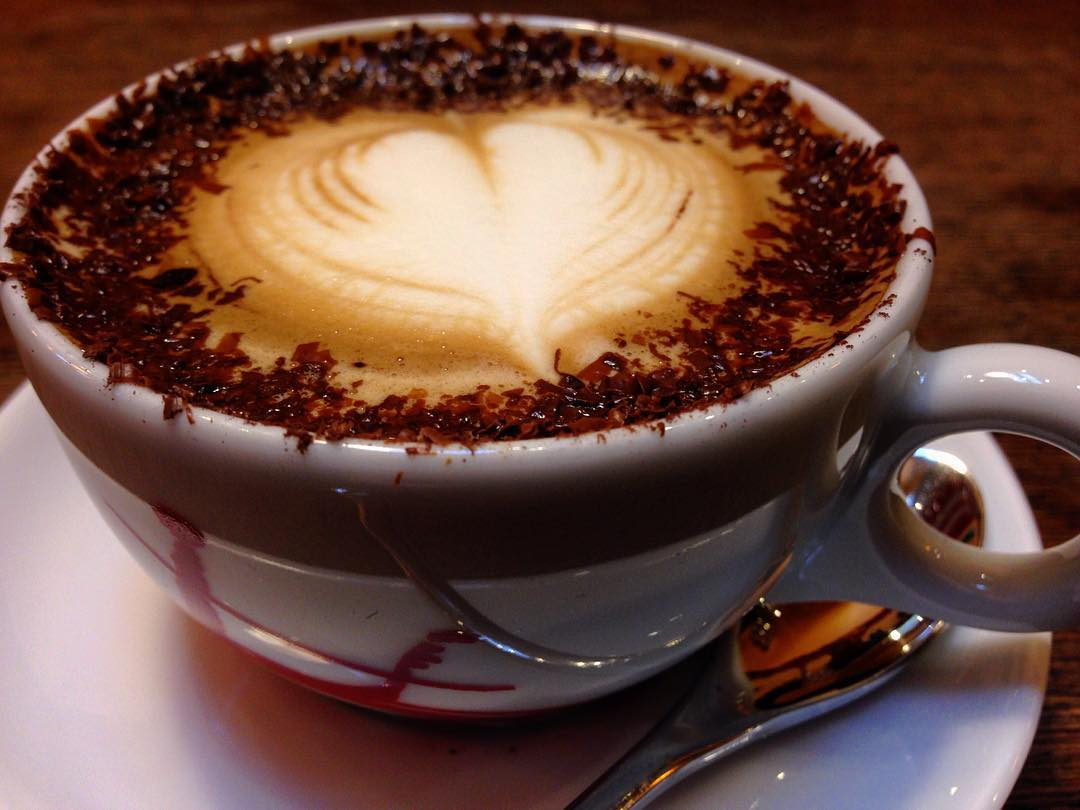
一杯马罗基诺

马罗基诺（Marocchino）是发源于意大利的亚历山德里亚的一种咖啡饮品。

## 制作
制作时先将可可粉撒进玻璃杯，然后倒入奶泡和浓缩咖啡，接着再撒第二次可可粉。

## 不同口味
马罗基诺用浓缩咖啡（可以放少量咖啡或用芮斯崔朵咖啡代替）、可可粉、奶泡制作，制作完成后将咖啡装入小玻璃杯中。在意大利北部的一些地方还会在咖啡中加入浓稠的热可可。意大利巧克力巨头费列罗的诞生地阿尔巴的人们则会在咖啡中加入能多益。咖啡的名称Marocchino（意大利语意为摩洛哥）源自咖啡的颜色，Marocchino是一种浅棕色的摩洛哥革，在20世纪30年代用于制作发带。